# Marcus Flavius Miles
Marcus Flavius Miles war ein im 2. Jahrhundert n. Chr. lebender Angehöriger des römischen Ritterstandes (Eques).
Durch drei Weihinschriften, die bei Bölcske gefunden wurden und die auf 157/158 datiert werden, ist belegt, dass Miles Präfekt der Cohors III Batavorum milliaria equitata war. Sein Name ist darüber hinaus in einem Militärdiplom, das auf den 27. Dezember 158 datiert ist, teilweise erhalten.